# 佐藤敦啟
佐藤敦啟（日语：佐藤アツヒロ，1973年8月30日—）為出身於日本京都府八幡市的男性偶像、演員及歌手，已解散的日本偶像團體光GENJI的成員。身高168公分。經紀公司為傑尼斯事務所。小名「あっくん」。偶爾會出席傑尼斯跨年演唱會，2007年，同屬光GENJI的成員赤坂晃發生吸毒事件，在吸毒事件之後，佐藤禁止參加傑尼斯跨年演唱會。直到2015年，佐藤出席那時同屬傑尼斯事務所，SMAP的成員中居正廣的綜藝節目「中居之窗」特別篇作嘉賓，成功吸引注意光GENJI的年輕人，最終在2015年底，佐藤重返傑尼斯跨年演唱會，2016年主演小型舞台劇、還在那時同屬傑尼斯事務所，瀧與翼成員瀧澤秀明的NHK時代劇鼠行江户客串一集。2019年在《執事西園寺的名推理 第二季》演出，同屬光GENJI的成員內海光司也有演出，飾演其中一個單元角色。偶爾會在電視上露臉。光GENJI解散之後與赤阪晃一樣現在以演舞台劇為主。另外，佐藤在剛剛開始單獨活動時亦有發行唱片，但現在還是選擇了專注在演藝上。

## 外部鏈接
- Johnny's net > 佐藤アツヒロ （页面存档备份，存于） - 傑尼斯事務所
- 佐藤敦啟的Instagram帳戶